# Citno
Citno o Termia (in greco Κύθνος?, Kythnos) è un'isola della Grecia appartenente all'arcipelago delle Cicladi situata tra le isole di Ceo e Serifo che dista 104 km (56 miglia nautiche) dal Pireo. Dal punto di vista amministrativo è un comune nella periferia dell'Egeo Meridionale (unità periferica di Ceo-Citno).
Il Comune di Citno ha una superficie di 100.187 km² (38.68 sq mi) e la sua costa si sviluppa per circa 100 km (62 miglia). Ha più di 90 spiagge, molte delle quali sono ancora inaccessibili via strada. Molto nota e di grande particolarità è l'istmo a forma di mezzaluna, di sabbia fine, chiamata Kolona.
Il comune omonimo comprende tutta l'isola e, al censimento 2011 contava 1.456 residenti permanenti. Le località maggiori sono Kythnos (chiamata anche Hora) e Dryopida (chiamata anche Horio).

## Nome
I Driopi sono menzionati come primi abitanti di Citno, di cui era re il mitico Kythnos (figlio del dio Apollo) da cui deriva il nome dell'isola. Era anche conosciuta come Dryopis o Ofiusa. Durante il medioevo veniva chiamata Thiramna, mentre Nilo Dossopatre nel 1143 la cita con il nome di Thermia, per le sue sorgenti termali. Durante il periodo di occupazione turca veniva chiamata "Hamam andasi" (isola delle calde acque).

## Elementi generali
La vetta più alta di Citno è Kakovolo con un'altitudine di 356 metri (s.l.m.). Nel secolo scorso a Citno, vi era una fiorente coltura di orzo che forniva materia prima al birrificio Fix di Atene, quale principale acquirente. Altri prodotti dell’isola sono miele, fichi, vino e mandorle. Gli alberi sono assai rari a Citno, ad eccezione della parte sud-est, in particolare Mericha con alberi sparsi e il promontorio di Panagia Kanala con la sua pineta.
Due sono i villaggi principali sull'isola: Hora o Mesarià, capoluogo dell'isola, e Dryopida o Horiò. Inoltre ci sono tre importanti insediamenti costieri: il porto principale di Merichas, Loutrà con le sue famose sorgenti termali e Kanala con l'omonima chiesa.
Sull’isola ci sono altri insediamenti minori, alcuni dei quali abitati prevalentemente nei mesi estivi (Agia Irini, Agios Dimitrios, Agios Stefanos, Episkopi, Kalo Livadi, Flambouria). Kythnos è collegata quasi tutti i giorni con il Pireo, con il porto di Laurio e con la capitale delle Cicladi Ermopoli (Siro) nonché con le altre isole dell’arcipelago Cicladico. I collegamenti avvengono tramite navi traghetto di linea e navi veloci nel periodo estivo.
Nella parte sud-orientale dell'isola si trova il villaggio di Kanala, che prende il nome dall’icona di Panagia Kanala. La chiesa di Panagia Kanala fu costruita nel 1869 sul sito del tempio originario dopo il ritrovamento dell'immagine da parte di pescatori locali. Tradizione vuole che l'icona sia stata recuperata dalle reti da pesca nello stretto tra Citno e Serifo. Il quadro della Vergine di Kanala è un'opera di scuola cretese ed è attribuita al pittore Emanuele Skordilis. Oltre a Panagia Kanala anche le chiese di Panagia Stratilatissa e Panagia Flambourianì hanno un ruolo importante nella tradizione popolare e spirituale dell'isola.

## Storia
Citno può rivendicare uno dei più antichi siti abitativi conosciuti nelle isole Cicladi. Si tratta di un insediamento mesolitico (10000 a.C. - 8000 a.C.) situato a Maroulas, sulla costa nord-orientale. Si trova vicino al villaggio di Loutrà, sulla riva dove ampie porzioni di terreno sono state erose dal mare. Gli scavi del 1996 hanno riportato alla luce scheletri umani intatti, insieme a manufatti in pietra e parte di una pavimentazione, che indica un insediamento a lungo termine, probabilmente di cacciatori-raccoglitori.
I ritrovamenti del terzo millennio a.C. a Skouries vicino alla vetta più alta dell'isola e sul monte Profitis Elias, suggeriscono l’ipotesi che l’isola di Citno fornisse ad altre isole materie prime per la metallurgia durante l'età del bronzo. I resti di miniere di rame a cielo aperto e fonderie sono stati studiati e documentati negli anni 1984-1985.
I Cari o Driopi sono citati come i primi abitanti di Citno. Che divenne in seguito una colonia ionica. Gli antichi Kythni parteciparono alla battaglia navale di Salamina con una nave trireme e una quinquereme. Dopo la fine delle guerre persiane, Citno si unì all'alleanza ateniese ma in seguito fu occupata dal pirata Glauketis, che la governava con l’aiuto dei macedoni. In seguito, nonostante questo, Glauketis fu sconfitto e cacciato dagli ateniesi. Durante il governo di Citno sembra sia stato ospitato sull’isola Aristotele per la realizzazione di un’opera che sfortunatamente non è giunta fino a noi.

In epoca romana Kythnos era un luogo di esilio di avversari politici e personalità importanti. In antichità sull'isola erano attivi numerosi templi, che attraevano sull’isola pellegrini e visitatori da varie regioni del mediterraneo (Egitto, Asia Minore, Italia, ecc.). Citno inoltre ha dato i natali a pittori importanti dell’antichità come Timante e Cydias. In epoca successiva Citno divenne parte dell'Impero bizantino.

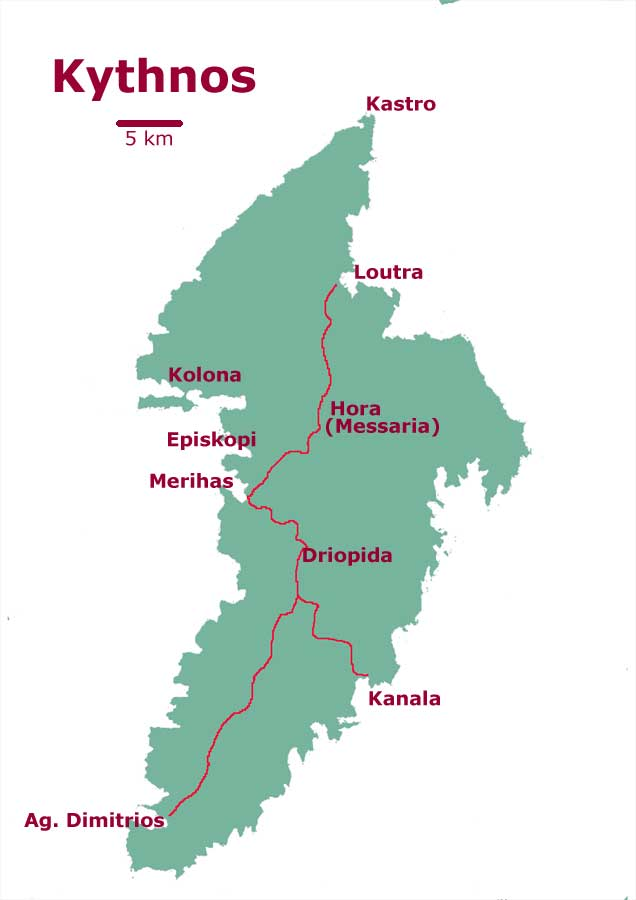

Dopo la caduta di Costantinopoli nel 1204 l’isola fu annessa al Ducato di Nasso il cui Signore era Marco Sanudo. In questo periodo l’sola era conosciuta come Thermia, per le sorgenti termali calde che si trovano sulla costa nord-orientale presso il villaggio di Loutra (che significa "bagni" in greco). I bagni, dai benefici medicamentosi, erano rinomati sin dall'epoca romana nell’intera area come centro termale e luogo alla moda molto frequentato. L'isola fu governata come appannaggio del Ducato di Nasso dal XVI secolo fino alla sua caduta, divenendo in seguito di fatto indipendente. Nel 1600 Thermia divenne anche il nuovo nome del Vescovado latino delle Cicladi, già conosciuta come Diocesi cattolica romana. La capitale dell'isola era Katakefalo, che fu ricostruita come fortezza franca, conosciuta anche come la Torre di Thermia.
Nel XVII° secolo Citno passò sotto il controllo dell'Impero Ottomano. Nel 1791 operava a Hora (Messaria) una scuola greca, ospitata nel monastero Panagia di Nikos, dove il monaco Parthenios Koulouris di Sifno iniziò i suoi primi insegnamenti. A lui successe nel 1809 il monaco Makarios Philippaios di Citno, continuando a insegnare anche negli anni del govenno di Capodistria.
Nel 1806 a causa di un'incursione pirata, nonostante la stessa fosse stata respinta, portò gruppi di abitanti di Citno a migrare verso le coste dell'Asia Minore. Negli anni successivi molti degli emigrati rimpatriarono portando nell'isola le usanze e le tradizioni dei luoghi in cui avevano vissuto.
Citno partecipò alla Rivoluzione del 1821 durante la quale divenne luogo di rifugio per i profughi greci provenienti da altre aree come Chio, Psara e Ayvalık. Nel 1823 si registra una grave pestilenza sull’isola. Citno ha espresso due rappresentanti, Moschos Filippaio (Hora) e N. Economides Levante (Driopida) alla 3ª Assemblea nazionale di Epidauro e alla 3ª Assemblea Nazionale di Troizina. Negli anni successivi, fino al 1832, il rappresentante di Citno alle Assemblee nazionali è stato N. Vallindas.
Nel 1828 sull'isola erano attive cinque scuole, tra pubbliche e private e nel 1833 erano operative altre due scuole. L’attività scolastica era sovvenzionata dai contributi degli abitanti e dai redditi dei monasteri dell'isola.

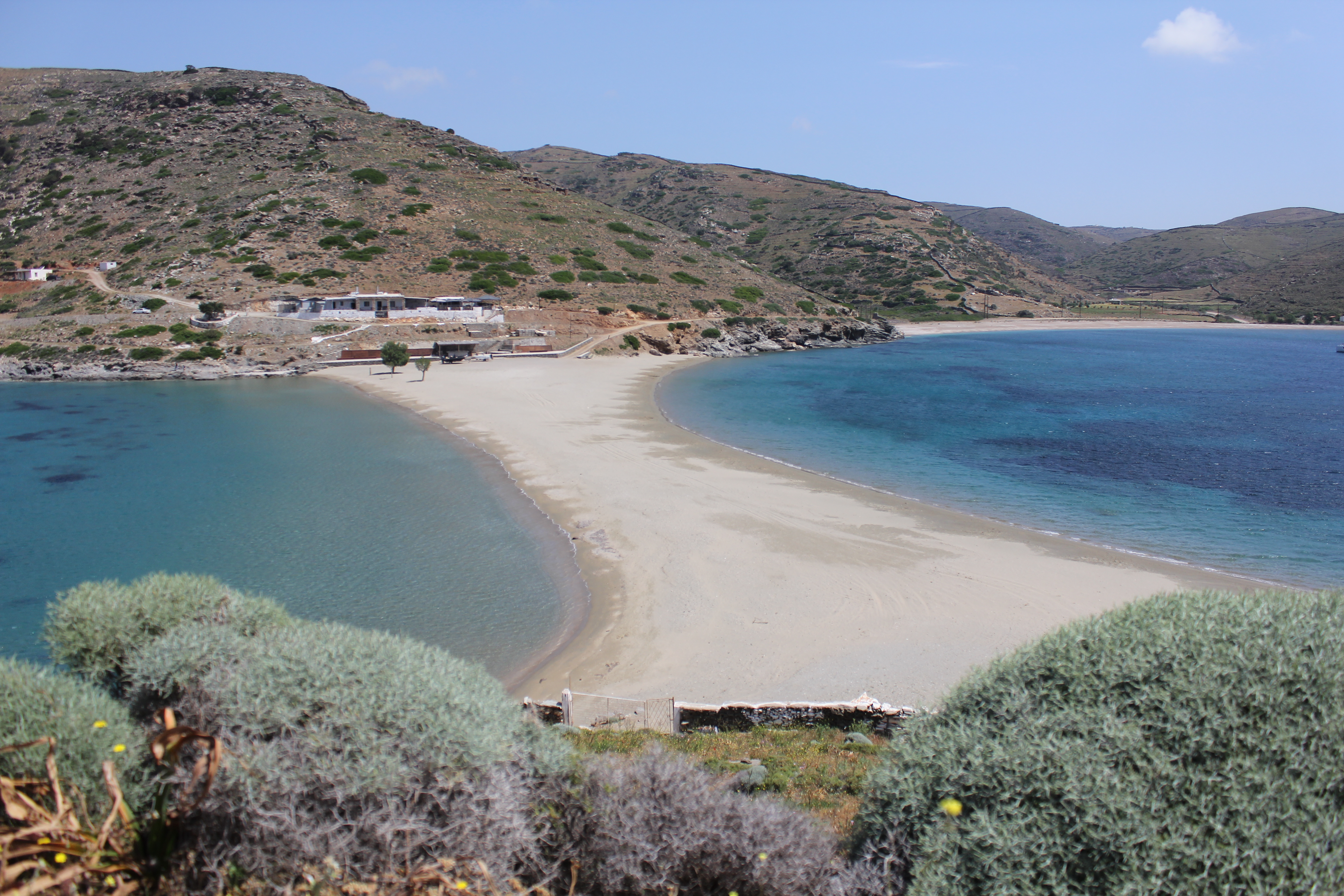
Spiaggia di Kolona

Negli anni di Capodistria, Citno è menzionata come una delle isole più povere delle Cicladi. Successivamente viene registrato un crescente sviluppo dell’agricoltura, in particolare della coltura dell'orzo, esportato ad Atene per la sua buona qualità. Durante il regno di Ottone, Citno è stato un luogo di esilio politico e nel 1862 l’isola divenne teatro di un cruento conflitto tra i rivoluzionari che cercavano di liberare gli esiliati e le forze fedeli al Re Ottone. I sostenitori del Regno prevalsero uccidendo ad Agia Irini tre dei capi ribelli.
Nel XIX° secolo, fiorì a Citno la produzione della ceramica, mentre molti artigiani dell’isola si trasferivano per lavoro ad Atene in estate e rientrare in inverno. Anche l’estrazione mineraria ha avuto un suo sviluppo in quel periodo con una fitta collaborazione con analoghe società di Laurio.
All'inizio del XX° secolo la produzione di orzo di ottima qualità aumentò notevolmente così come la semola di grano incrementandone l’esportazione. Durante questa fiorente stagione molti degli abitanti di Citno che si erano trasferiti ad Atene tornarono sull'isola per essere occupati nell’agricoltura.

### Citno moderna

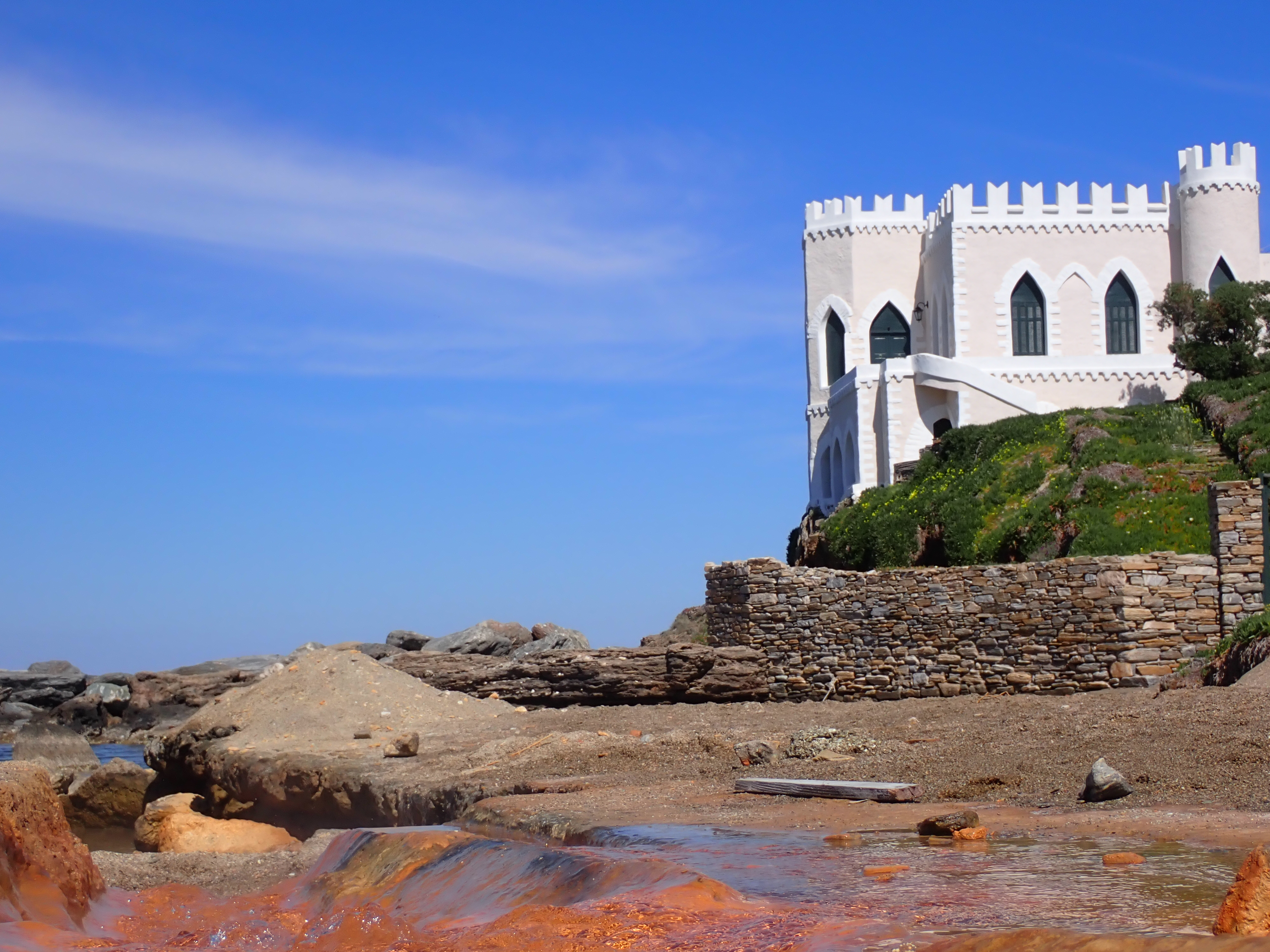
Loutrà.

Il boom turistico greco iniziato a metà del secolo scorso ha in gran parte escluso l’isola di Citno a causa dell’assenza di infrastrutture, in particolare un porto adeguato all’attracco dei traghetti. La costruzione del nuovo molo nel 1974 ha portato grandi cambiamenti. Oggi, l'isola è un luogo moderno e prospero, con una fiorente attività commerciale e turistica. Citno è stato uno dei primi siti di sperimentazione sulle energie alternative, con la realizzazione nel 1982 del primo parco eolico della Grecia. Con l’integrazione di un impianto fotovoltaico e di relativi accumulatori, la quantità di carburante diesel necessaria per fornire l'elettricità all'isola si è ridotta dell'11%. Molte case mono famigliari, soprattutto quelle situate in luoghi remoti, sono dotate di impianti fotovoltaici autonomi e quasi tutte le abitazioni utilizzano scaldabagni solari.
Grazie alla sua vicinanza ad Atene, Citno è diventata un luogo alla moda per le vacanze in case e residenze oltre ad essere una destinazione accessibile e sempre più frequentata dagli stranieri. Non solo le numerose belle spiagge e i villaggi pittoreschi attraggono un crescente turismo ma anche le grotte di Katafiki a Dryopida sono un’immancabile meta per i forestieri.

## Archeologia
È chiamata Maroulas il più antico insediamento delle Cicladi, situato sulla costa nord-orientale dell'isola, vicino a Loutra. Alcuni reperti risalgono al IX° e al VIII° millennio a.C. Gli scavi hanno riportato alla luce resti di costruzioni circolari, che probabilmente erano adibiti ad abitazione oltre che ad alcune tombe. Il sito archeologico più importante di Citno è a Vryokastro dove si trovava in tempi antichi la città di Citno che fu abitata dal X° sec. sino al primo periodo del medioevo. Sono stati ritrovati in questo particolare sito archeologico alcuni templi come il tempio del dio Apollo e della dea Artemide e il suo santuario gemello dedicato al Dio Asclepio e alla Dea Afrodite, così come altre costruzioni di grande interesse. Qui sono stati rinvenuti anche templi di epoca paleocristiana.

## Folclore e tradizioni

### Altalene
Un'usanza pasquale, conservatasi fino ad oggi, è l’allestimento di un'altalena di legno ancorata a un albero o a dei pali al centro del villaggio dove giovani uomini e donne vi si dondolano scambiandosi, l'uno con l'altro, brevi versi celebrativi.

### Primo Maggio
Un'usanza ancora viva ai giorni nostri è quella della vigilia del 1º maggio dove la sera vengono allestite composizioni floreali accompagnate da musiche e canti tradizionali.

### Lazanis
A mezzogiorno della domenica di quaresima viene issato un idolo di paglia chiamato “Lazanis” e tutti in coro gridano “Lazanis è venuto a prendere le lasagne!". L'usanza è viva ancora oggi sull’isola dove l’idolo impagliato rappresenta Re Carnevale.

### Musica e danze tradizionali
Il violino e il liuto sono i principali strumenti musicali utilizzati sull'isola, il duetto strumentale è chiamato "Zya". La Zambuna (o Gaida) è il caratteristico strumento di pelle ovina (la nostra Zampogna) che si suona principalmente durante il carnevale.
Ogni festa inizia con i canti della "tavla" o "della tavola". Le danze più rappresentative di kythnos sono il kalamatian, il syrtos e il balos, i quali vengono eseguiti in coppia. Ogni festa danzante solitamente inizia con il kalamatian, continua con il syrto e termina con il balos. Quest’ultimo rappresenta la danza più caratteristica dei balli delle Cicladi. Ciò che la contraddistingue da tutte le altre sono le caratteristiche "passeggiate", movimenti coreografici che le coppie eseguono tenendosi per mano e girando vorticosamente schiena contro schiena. Anche il karsilamas è un'altra danza molto particolare della tradizione coreutica di Citno.